# Nuppeppō

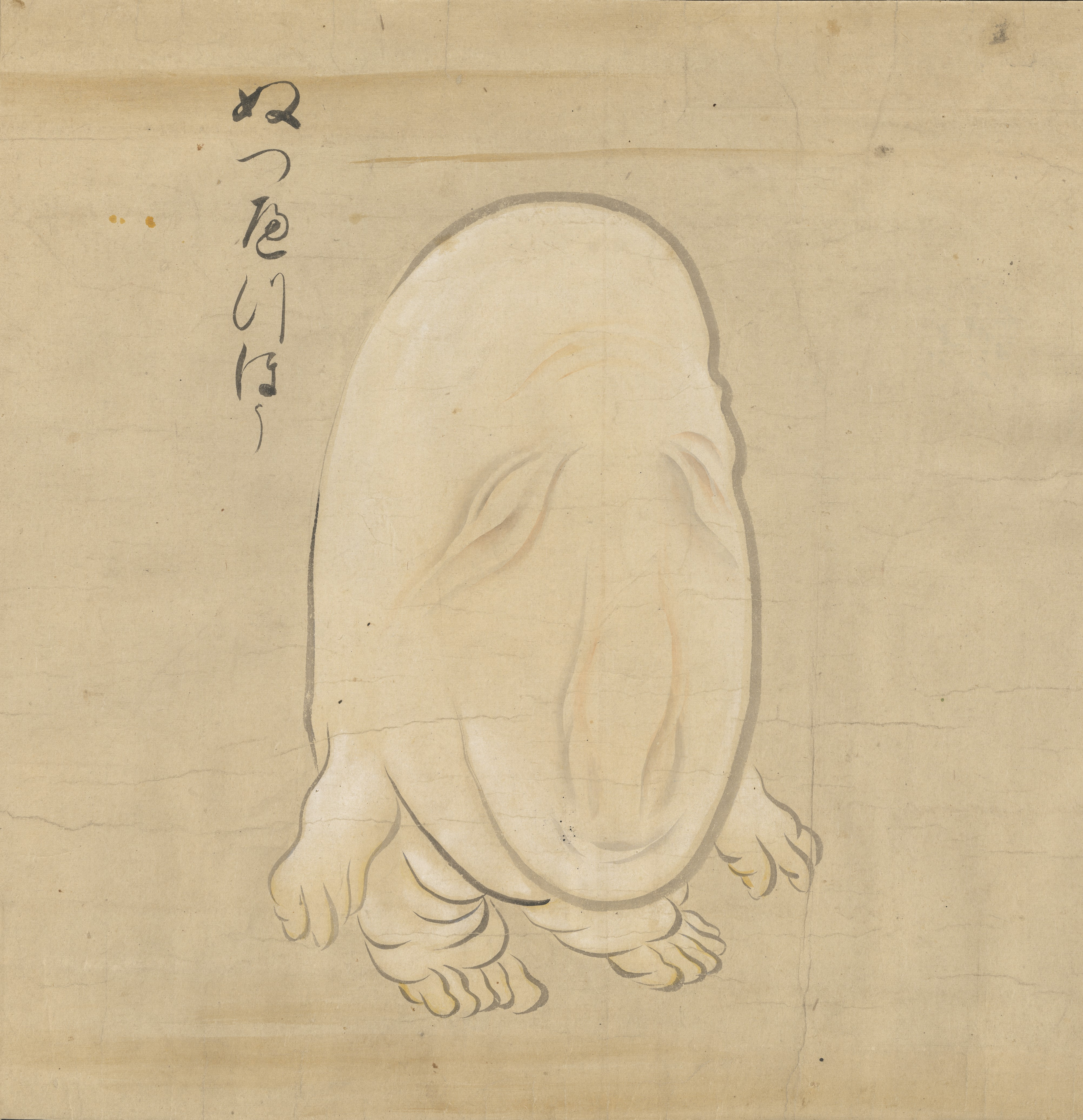

Il nuppeppō (in giapponese: ぬっぺふほふ o ぬっぺっぽう) è uno yōkai che appare nel periodo Edo yōkai emaki come il Gazu Hyakki Yagyō e lo Hyakkai Zukan. È raffigurato con rughe indistinguibili sul viso e sul corpo come un grumo di carne con una testa.

## Concetto

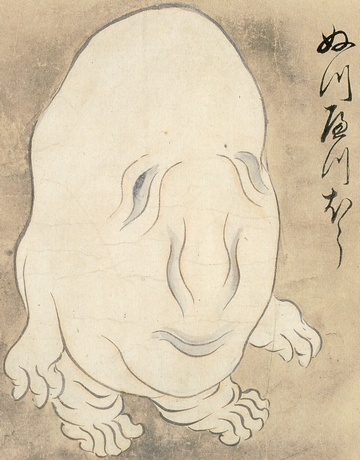

Nell'emaki, non ha altro che un nome e un'immagine, e non c'è quasi nessun testo esplicativo, ma dal suo nome e dal passaggio "c'è un mostro (bakemono) chiamato nuppeppō. Non ha né occhio né orecchio" (ぬっぺっぽうといふ化けもの有り。目もなく耳も無く) dallo sharebon (libro di racconti sciocchi) Shingo Zade Hōdai Mōgyū ("Shingo ha lasciato tutto quello che puoi mangiare mucca cieca") (新吾左出放題盲牛) (1781), è visto come un tipo di noppera-bō. In un vecchio manoscritto di un libro illustrato (anno sconosciuto) conservato presso la Biblioteca Shisui, Inui Yūhei raffigura uno yōkai chiamato "nubbehhō" (ぬっべっほう), ed è introdotto con le parole "è chiamato il forma travestita di un vecchio rospo, simile alla volpe o al tanuki". Questa immagine "nubbehhō" arriva con le parole "un mostro che è una patata dolce molto rugosa con quattro arti corti". Scrive anche il già citato Shingo Zade Hōdai Mōgyū: "succhia il grasso dei morti e lo mangia fino in fondo con un ago. In passato venivano travestiti da medico, ma ora vengono semplicemente così come sono. ....." (死人の脂を吸い、針大こくを喰う。昔は医者に化けて出てきたが、今はそのまま出てくる……).
Inoltre, il ricercatore yōkai Katsumi Tada nota che mentre nei tempi moderni il nopperabō è conosciuto come yōkai senza occhi o naso sul viso, nei tempi più antichi aveva la forma di questo nuppepō senza distinzione tra viso e corpo. Si dice che si spalmi ("nupperi") con cipria bianca, chiamata "sbiancamento" (白化), ma questo "sbiancamento" ha il significato di "fare finta di non sapere, fingere ignoranza", "ingannare fingendo di parlare con franchezza", "diventare aperti e non nascosti", "applicare cipria bianca per il viso" e "mostro bianco", tra gli altri. Si dice che come incarnazione di questo "sbiancamento", il nuppepō prima impersonerebbe un essere umano (fingendo di non sapere), si avvicinerebbe a un pedone e parlerebbe come se fosse amichevole (parlando francamente), e mentre quella persona sta abbassando la guardia, mostrerebbero la loro vera forma (diventerebbero aperti e non nascosti) e mostrerebbero il loro aspetto originale (un mostro bianco, come se avessero applicato cipria bianca sul viso).
Nella letteratura a partire dai periodi Shōwa e Heisei, è scritto essere uno yōkai che appare vicino a templi abbandonati, ma questo deriva dal passaggio "sulla grondaia dei vecchi templi apparirebbe il nuppepō, quasi come un grumo di guai in sé" dal libro Yōkai Gadan Zenshū Nihonhen Jō (妖怪画談全集 日本篇 上) dello studioso di folklore Morihiko Fujisawa, quindi è stato suggerito che l'affermazione di Fujisawa di "apparire nei templi" non sia altro che una creazione originale inventata immaginato dallo sfondo del Gazu Hyakki Yagyō. Inoltre, alcune pubblicazioni notano che si tratta di uno yōkai che nasce come forma modificata di carne morta, quindi quando questo yōkai passa di lì, lascerebbe il fetore di carne marcia sulla sua scia, ma la fonte primaria originale per questo è sconosciuta.

## Racconti simili

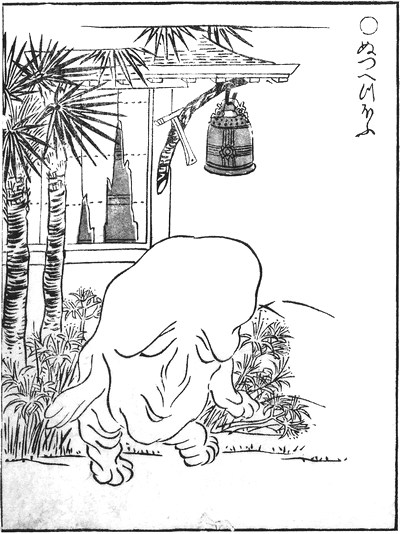

Nel periodo Bunka che scrive Isshōwa (一宵話, "One Evening Story"), c'è una storia simile al nuppepō.
Nel 1609 ( Keichō 14), nel cortile del castello di Sunpu, apparve qualcuno che sembrava un grumo di carne. Aveva la forma di un bambino piccolo, aveva le mani ma non le dita, e poteva anche essere chiamato nikujin (肉人, lett. "persona di carne"). Si pensava che qualcuno come questo che fosse entrato in un castello ad alta sicurezza sarebbe stato ovviamente uno yōkai, ma quando tentarono di catturarlo, si muoveva così velocemente che non poteva essere catturato. Tokugawa Ieyasu, che all'epoca viveva al castello di Sunpu, ordinò che quella persona fosse scacciata, così i servi rinunciarono a cercare di catturarla e invece la portarono semplicemente dal castello alle montagne.
Qualcuno che in seguito ascoltò questa storia ed era esperto di farmaceutica notò che questo è il "Feng" (封) menzionato negli antichi testi cinesi, e di cui si parla anche nel Bái Zé Tú, e si rammaricò di un'occasione mancata perché mangiare la sua carne è una panacea che garantisce un grande potere.

## Etimologia
Il nome "nuppeppō" è una corruzione dello slang dispregiativo nupperi (ぬっぺり), usato per descrivere una donna che si trucca troppo. Questo è molto probabilmente un riferimento all'aspetto cadente della creatura, che è simile al rilassamento di un viso sotto un trucco pesante.

## Descrizione
Il nuppeppō appare come un grumo di carne con un accenno di un volto tra le pieghe del grasso. Sebbene in gran parte amorfi, le dita delle mani, dei piedi e persino gli arti rudimentali possono essere attribuiti come caratteristiche tra le pieghe della pelle. Le origini del nuppeppō sono sconosciute. Tuttavia, a volte viene descritto come costruito con la carne di umani morti in un modo simile al mostro di Frankenstein. 

### Comportamenti e poteri
Il nuppeppō è passivo e quasi del tutto innocuo, ma ha un odore corporeo ripugnante che si dice rivaleggia con l'odore della carne in decomposizione. Coloro che mangiano la carne di un nuppeppō vengono descritti come coloro che ottengono l'eterna giovinezza. 
Il nuppeppō vaga senza meta per le strade deserte di villaggi, paesi e città, spesso di notte verso la fine dell'anno, o per cimiteri o templi abbandonati. Di solito è una creatura solitaria, ma secondo quanto riferito sono stati avvistati in gruppi. Se incontrato, è improbabile che il nuppeppō non causi alcun danno a un essere umano. Tuttavia, la sua statura goffa e il cattivo odore possono causare shock e allarme.

## Riferimenti nella cultura giapponese
Illustrazioni del Nuppeppō possono essere trovate già nel 1737 Hyakkai Zukan dell'autore Sawaki Suushi e nel Bakemono no e della fine del XVII secolo. Illustrazioni successive possono essere trovate nelle opere di Toriyama Sekien, a partire dalla sua pubblicazione del 1776 Gazu Hyakki Yagyō.
Lo scriba del XVIII secolo Makibokusen scrisse un rotolo che descrive l'aspetto di una creatura corrispondente alla descrizione del nuppeppō nel castello dello shōgun Tokugawa Ieyasu. Secondo la storia, Tokugawa ordinò che la creatura fosse mandata illesa sulle montagne in modo che potesse essere tenuta al sicuro e lontana dagli insediamenti umani. Tokugawa apprende in seguito che la creatura è nota nella letteratura cinese come un "sovrano specifico", dotato di poteri di restaurazione.